# シトロエン・CX

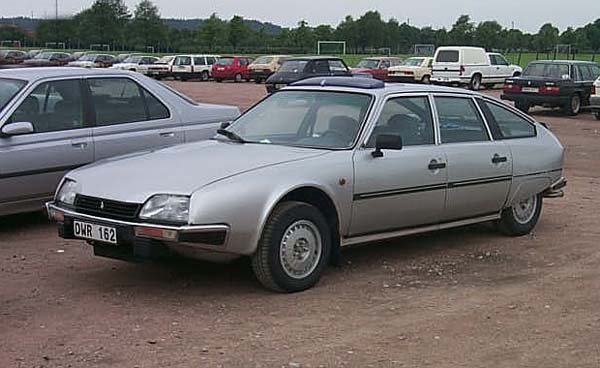
シトロエン・CX 前期型

CX（スィトホェン・セェ・イクス）は、フランスの自動車会社シトロエンがかつて製造していたアッパーミドルクラスの乗用車である。

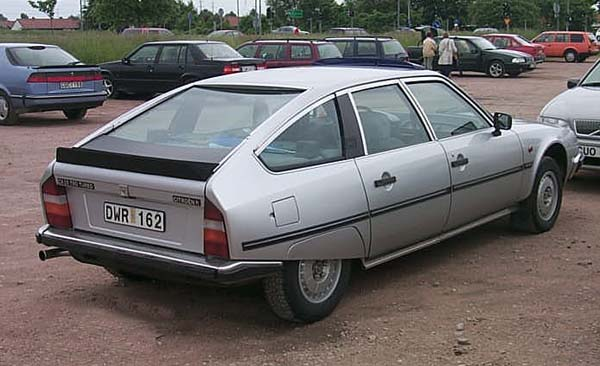
シトロエン・CX 前期型 リヤビュー

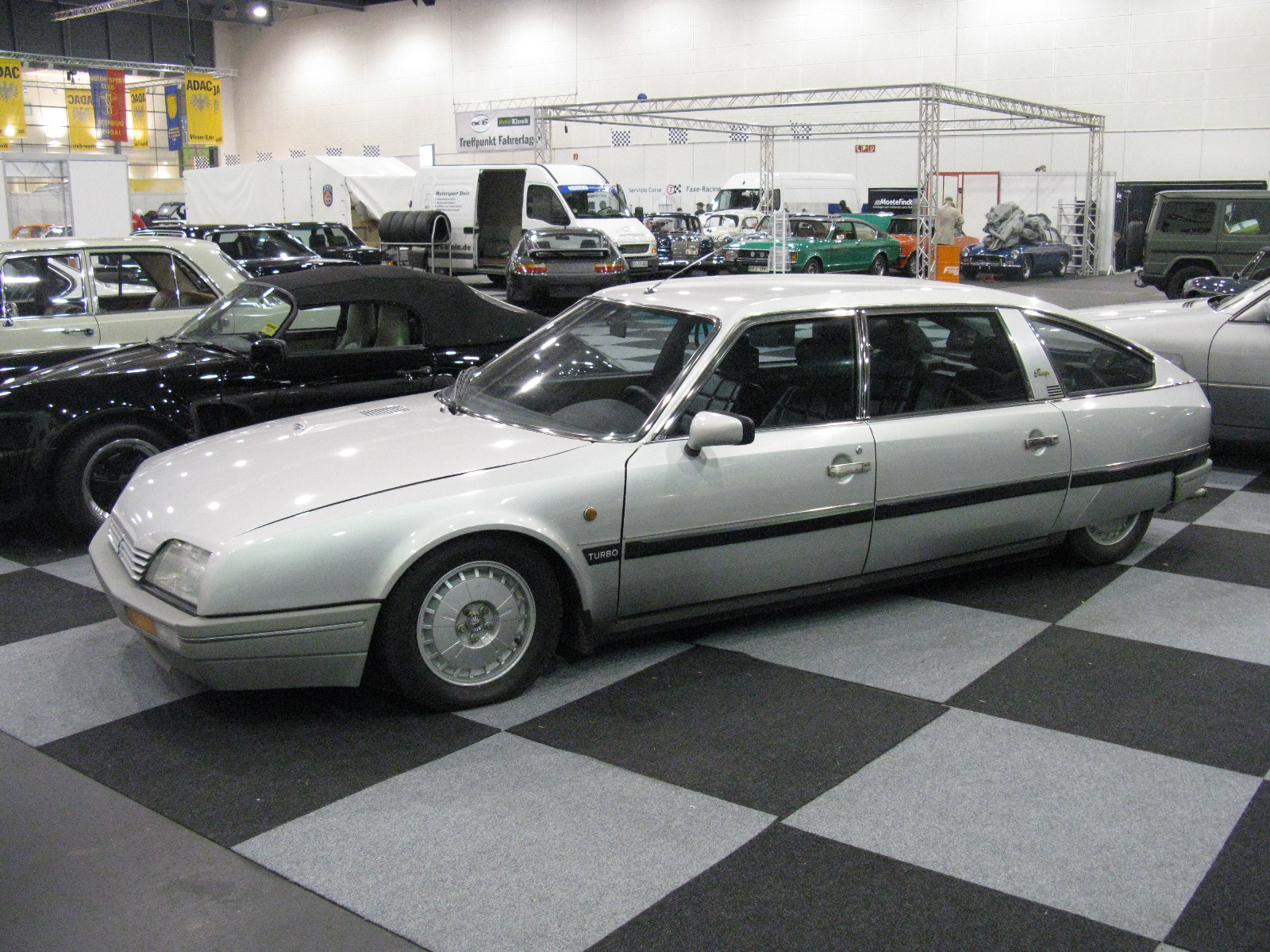
シトロエン・CX 後期型

## 概要
DSの後継として1974年に登場したシトロエンのフラッグシップ車である。1985年のビッグマイナーチェンジを挟み、1989年まで製造された。後継は同年発表のXMであるが、ステーションワゴンのみXMブレークが発売される1991年まで製造された。1975年にはヨーロッパ・カー・オブ・ザ・イヤーを受賞しており、シトロエンではGSに次ぐ2度目の受賞であった。
1976年のPSA・プジョーシトロエン発足に伴い、シトロエンではプジョー車とのプラットフォームやエンジンの共通化を進めたため、CXは純血たるシトロエンとしては最後のモデルとなった。内外装ともにシトロエン社内でデザインされ、当時の流体力学を駆使した外装は、GSとともにその後のシトロエンのイメージを定着させるものとなった。
開発から20年近くを経て旧態化したDSを代替するため、先行した小型モデルのGSを発展させたモダンデザインの空力ボディと、DSおよびGSでも用いられた独特のハイドロニューマチック機構を備える大型前輪駆動車であるが、シトロエン車としては初めて横置きエンジン方式を採用したことが特筆され、これによりDSの欠点であった前席足下へのバルクヘッドの張り出しが解消された。構造的にはフルモノコックではなく、ロードノイズの低減のため、この時代にはすでに珍しくなっていたペリメーターフレームを持っていた。
車名のCXは空気抵抗係数を表す記号「Cx」から取られている。
ボディは、ルーフがそのまま車体後端まで滑らかにつながった形状をしており、一見するとハッチバックに見えるが、GSと同様に独立したトランクを持つセダンである。リアウインドウのガラスは特徴的な凹面形状を呈しているが、これも空気抵抗を減少させるためのデザインとされる。内装はDS末期型やGSの機能主義傾向を極端な形で発展させたもので、広くゆとりのあるものであったが、操作系統はウインカーやライト、ワイパー、ホーンのスイッチ類をメータークラスターに集中配置したクラスタースイッチ、指針でなく数字を記したボビン（回転ドラム）が動くタイプのボビン式メーターなど、独特の装備類で固められていた。
サスペンションは前がダブルウィッシュボーン、後がトレーリングアーム、スプリングは前後ともにハイドロニューマチックである。ハイドロニューマチックの油圧を利用する4輪ディスクブレーキもDSおよびGSの発展形式で高速走行に備えているが、ペダル形状はDSのようなゴムボタン状でなく、GS同様な一般的ペダル形状となっている。DSと同様にパワーステアリングも装備している。
15年間の生産期間で幾度かの改良を加えられたCXだが、ビッグマイナーを受けた1985年以降の後期型（シリーズ2）とそれ以前の前期型に大別される。
シリーズ2では、基本的なボディ形状は変わらないものの、金属製であった前後バンパーが樹脂製エアロフォルムになり（『80年代輸入車のすべて』三栄書房・56頁参照）、それに伴いフロントフェンダーやリアタイヤを隠すスパッツの形状、フロントグリル、ドアミラーの形状が変更された。内装ではダッシュボードやメータークラスター、ドアトリムなどの形状が大きく変更され、前期型で特徴的だったボビン式メーターも一般的なアナログ式となった。ただし、レバー式とは異なるクラスタースイッチはそのまま引き継がれた。
駆動方式は前輪駆動（FF）で、エンジンは排気量2.0L、2.2L、2.4Lで直列4気筒OHV、2.0L、2.5Lで直列4気筒SOHCのガソリンエンジン、排気量2.2L、2.5Lで直列4気筒OHVのディーゼルエンジン。ガソリンOHVはDS後期型からのキャリーオーバー設計で横置き用にレイアウト変更したものである。
排気量2.5Lのガソリンとディーゼルエンジンにはターボ仕様も存在し、のちにインタークーラー付きとなった。ガソリンターボのインタークーラーなし仕様はCX25GTIターボ、インタークーラーあり仕様はCX25GTIターボIIと呼称される。

### ボディバリエーション

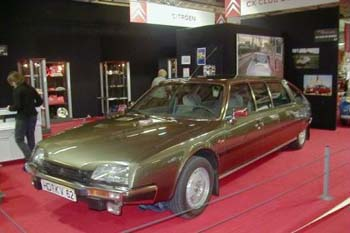
ドイツ民主共和国のホーネッカー書記長が使用していたCXリムジン

1975年には、ステーションワゴン型のブレーク（Break ）、同形状で7人乗りのファミリアール（Familiale ）、高級仕様のプレステージュ（Prestige ）が、1979年にはプレステージュと同形状のリムジン（Limousine ）が追加された。4タイプともフロアパンは共通で、ホイールベースは3,095 mmに延長された。

### ボディサイズ
- 全長4,650 mm×全幅1,770 mm×全高1,360 mm、ホイールベース2,845 mm
- プレステージュ、リムジンは、全長4,900 mm×全幅1,770 mm×全高1,375 mm、ホイールベース3,095 mm
- ファミリアール、ブレークは、全長4,950 mm×全幅1,770 mm×全高1,465 mm、ホイールベース3,095 mm

## 日本仕様
日本では西武自動車販売によって輸入され、主にパラス、GTIと少数ではあるがプレスティージュ（650万円）とファミリアール（530万円）と2500ディーゼル（455万円）も販売された (価格は1982年モデル)。当時の販売価格はBMW・5シリーズと同等、アウディ・100よりも高価であり、日本ではシトロエン＝高級車というイメージがつくことになった。
ブレークの輸入も検討されたが、カーゴルームが前席後端以降の1/2以上と広く、日本では1ナンバー（普通貨物自動車）登録になるため導入を断念したという逸話がある。
当時のターボブームに便乗するかたちでCX25GTIターボ、CX25GTIターボIIの輸入も検討されたがMTのみの設定のため、当時のフラッグシップであるCXにはそぐわないとの判断で断念されている。なお、型式認証を受けた西武自動車販売の正規輸入車は全て左ハンドルであり、イギリス仕様の右ハンドル車やフランス本国からの中古車など、これ以外の並行輸入車は新車新規車検の際には直接検査場に持ち込む必要がある。

## ロードランナー
新聞・雑誌の長距離輸送用にCXファミリアールを改造して作られた6輪仕様車で、後部荷室容量を拡大するために車体後部を延長し、それを支えるために後輪が4つある。シトロエンが改造したものではないので、ロードランナー（Loadrunner ）は通称である。救急車やキャンピングカーなど、改造された目的に応じて形や仕様はそれぞれ異なっている。